# George Steele (Wrestler)
William James Myers (* 16. April 1937 in Detroit, Michigan; † 16. Februar 2017 in Cocoa Beach, Florida) war ein US-amerikanischer Wrestler. Bekannt wurde er hauptsächlich beim damaligen Marktführer World Wrestling Federation unter dem Ringnamen George „The Animal“ Steele. Steele ist Mitglied der WWE Hall of Fame.

## Karriere

### Vor dem Wrestling
Myers studierte an der Michigan State University, an der er mit dem Bachelor of Science abschloss. Seinen Masterabschluss machte er an der Central Michigan University. James Myers wurde Sportlehrer und Trainer des Football-Teams an der Madison High School in Michigan. 25 Jahre lang trainierte er die Mannschaft, davon die letzten zwölf als Cheftrainer.

### Wrestling

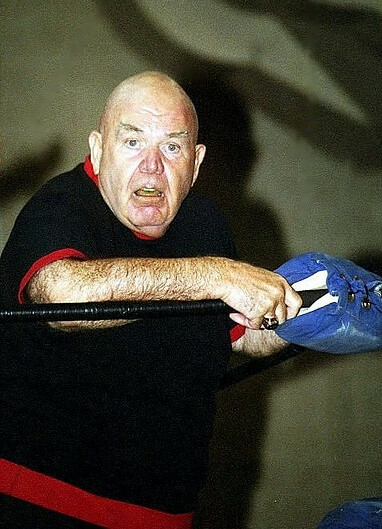
George Steele (2009)

Myers’ Karriere begann 1960. Zuerst kämpfte er mit einer Maske, um nicht von seinen Schülern als Wrestler erkannt zu werden, und machte sich unter dem Ringnamen The Student einen Namen. Als er die Chance bekam, ein paarmal mit WWF-Champion Bruno Sammartino in den Ring zu steigen, änderte man sein Gimmick in George „The Animal“ Steele, weil man keinen maskierten Wrestler als Sammartinos Gegner haben wollte. Der Charakter des George Steele war der eines auf die tierischen Urinstinkte zurückentwickelten „tumben Wilden“, der jedoch über enorme Kräfte und Resistenz verfügte. Die Fans liebten die Brawls zwischen Myers und Sammartino, und bald kam er in die WWF. Als Vince McMahon die WWF von seinem Vater übernahm, machte er Myers vom Bösewicht, der er bis jetzt immer war, zum leicht „exzentrischen“ Fanliebling (er hatte nun eine grüne Zunge und zerbiss die Polster in den Ringecken) und schrieb ihn in eine lange Fehde mit Randy Savage. Ende der 1980er Jahre hörte Steele aus gesundheitlichen Gründen mit dem Wrestling auf, spielte in einem Film (Ed Wood) mit und arbeitete hinter den Kulissen für die WWF. 1997 kehrte er noch einmal kurz als Teil der Gruppierung Oddities vor die Kameras zurück und war zu dieser Zeit auch unabhängig unterwegs. Danach trat Myers ganz vom Wrestling zurück. Bei der Old School Ausgabe von Raw war er anwesend und verhalf Kofi Kingston zum Sieg über David Otunga.

## Titel und Ehrungen
- Georgia Wrestling Alliance
  - 1× GWA Heavyweight Championship
- National Wrestling Alliance
  - 1× NWA World Tag Team Championship (Detroit version)
- Professional Wrestling Hall of Fame
  - Aufnahme 2005
- World Wrestling Federation
  - WWE Hall of Fame 1995

## Schauspieler
1994 spielte Steele den schwedischen Wrestler Tor Johnson in Tim Burtons Film Ed Wood.

## Tod
Steele starb am 16. Februar 2017 im Alter von 79 Jahren in einem Krankenhaus in Cocoa Beach an Nierenversagen.